# 彼得和狼
《彼得和狼》（俄语：Петя и волк），作品67，由谢尔盖·普罗科菲耶夫于1936年返回苏联后创作，是一首附带旁白的管弦童话。

## 背景
1936年，谢尔盖·普罗科菲耶夫应莫斯科中央儿童剧院之邀创作一部新的儿童交响乐作品，希望能在走进课堂的第一刻开始孕育儿童们的音乐品味。仅四天的时间，普罗科菲耶夫创作出了交响曲《彼得和狼》。1936年5月2日的首演并不走运，用作曲家自己的话讲：“没能吸引住听众的注意力。”普罗科菲耶夫恐怕很难预见到《彼得和狼》如今成为儿童音乐的经典之一，带给不同年龄的儿童和成人欢乐和启示。

## 故事大要
苏联少先队员彼得住在森林边的爷爷家里。一天，彼得偷了爺爺的後門鑰匙，帶著小鳥跑进森林玩耍。在結冰的池塘里鸭子和小鳥斗起嘴来（“不能飞的鸟儿算是什么鸟儿？”—“不会游泳的鸟儿又是哪般鸟儿？”）。彼得的猫跟出来要捉他们，小鸟听到彼得的警告飞上了树梢，鸭子游进了池塘中央。
爺爺出來罵彼得說：「外面很危險，要是野狼出現怎麼辦？」爺爺拉著彼得回家。
結果野狼真的出現了，牠一口就把鴨子活生生的吞下去，貓和小鳥在樹上一動也不動的害怕野狼。這時爺爺已睡著,彼得就拿出繩子，請小鳥在野狼的頭上飛，趁機綁住野狼。這時獵人經過，把野狼送去動物園，可是鴨子還在野狼的肚子裡哀嚎求救呢！彼得決定去救鴨子呢!

## 分析

### 配器
《彼得和狼》配器包括长笛、双簧管、A大调單簧管、低音管、3支法國號、小号、长号、定音鼓、三角铁、手鼓、铙钹、响板、小鼓、大鼓和弦乐。依照工具書《管弦樂作品手冊》指示，上述之配器可簡記為"1 1 1 1—3 1 1 0—tmp+1—str"。故事里的每个角色有特定的乐器和主题表现：
- 小鸟：長笛
- 鸭子：双簧管
- 猫：單簧管
- 爷爷：低音管
- 狼：3支法國號
- 猎人：木管主题；枪声：定音鼓和大鼓
- 彼得：弦乐四重奏

## 改编作品
迪士尼在1946年发行了动画短片《彼得和狼》，史特林·霍洛威担当旁白。

## 外部連結
- 彼得和狼：国际乐谱典藏计划上的乐谱
- A list of the instruments and the story
- Peter and the Wolf in Brooklyn (December 2008)
- Breakthrough Films' claymation adaptation (2006)
- A comprehensive list of recordings, full and partial